# Thalattosuchia
Thalattosuchia („mořští krokodýli“) byli krokodýlovití mořští plazi vzdáleně příbuzní dnešním krokodýlům. Žili v období rané jury až rané křídy, zhruba před 183 až 125 miliony let v mořích téměř celého světa. Známým zástupcem je například Dakosaurus.

## Popis a význam

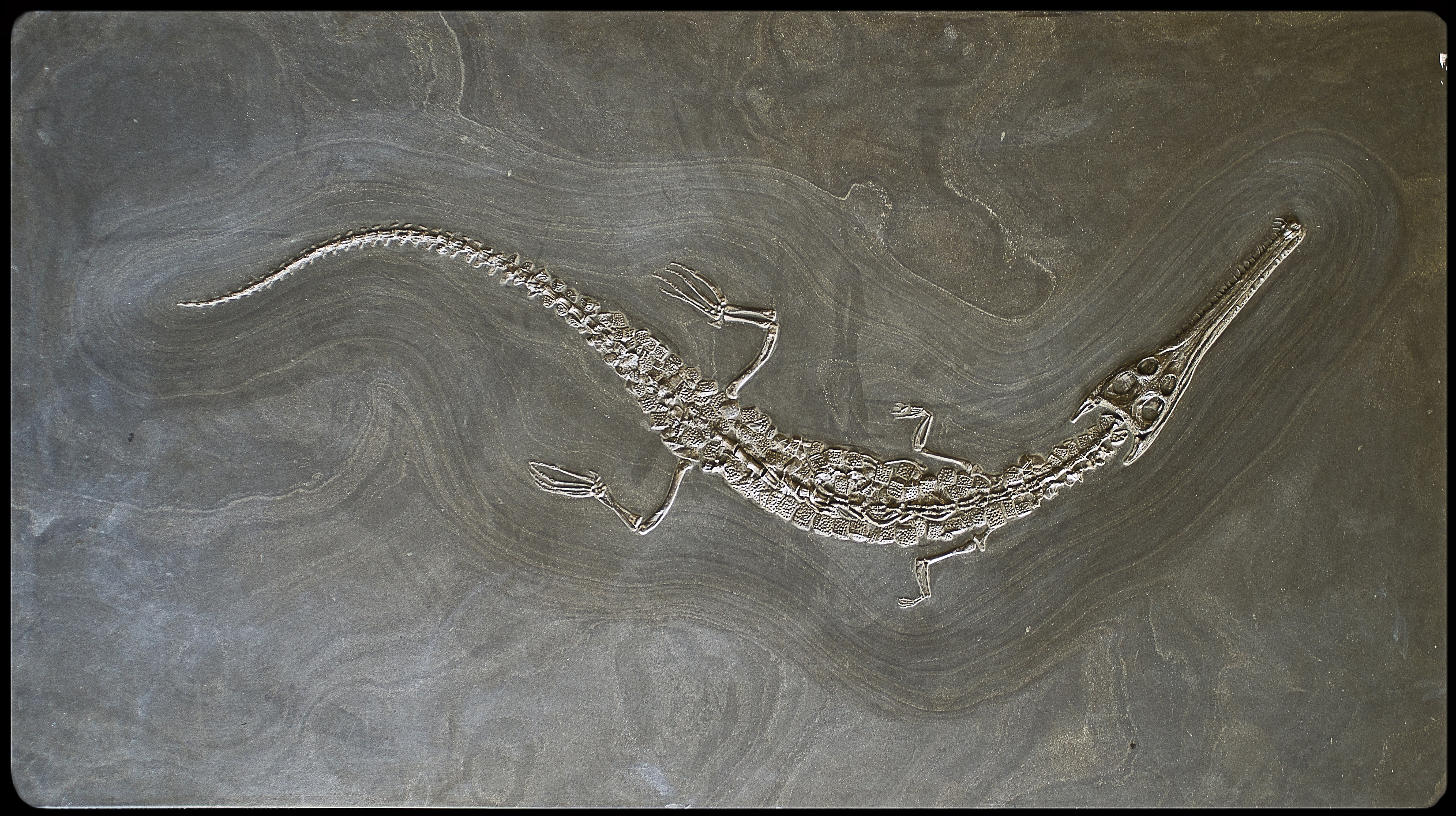
Kostra druhu Macrospondylus bollensis.

Tito mořští krokodýlovití plazi dosahovali délky až kolem 7 metrů a vykazovali velké množství pokročilých adaptací (anatomických a fyziologických přizpůsobení) pro život v mořích. Mezi tyto adaptace mohla patřit i přítomnost zpětně "uzavíratelných" nozder. Některé velké druhy představovaly dominantní predátory ve svých ekosystémech.

## České objevy
Zástupci této skupiny (čeledi Metriorhynchidae a podčeledi Geosaurinae) žili v období rané křídy (asi před 133 miliony let) také na území dnešní České republiky. Jejich fosilní zuby byly objeveny patrně na začátku 20. století ve vápencových masivech v okolí moravského Štramberka. Objeveny byly pouze fosilní zuby, uložené nejpozději od roku 1912 v Přírodovědeckém muzeu ve Vídni. Jednalo se patrně o vývojové příbuzné rodů Plesiosuchus a Torvoneustes, dosahující délky mezi 4 a 6 metry.